# Helena Kallianiotes
Helena Kallianiotes (nacida el 24 de marzo de 1938) es una actriz de cine grecoestadounidense. En 1973, fue nominada al Globo de Oro a la mejor actriz de reparto por su papel como Jackie Burdette en Kansas City Bomber.

## Resumen de su carrera
A finales de la década de 1960, Helena Kallianiotes era la bailarina de danza del vientre residente en The Intersection, un restaurante griego situado en North Hollywood, Los Ángeles, California. Este trabajo le valió su primera aparición en el cine como bailarina de danza del vientre sin acreditar en la película Head, dirigida por Bob Rafelson y protagonizada por The Monkees, en 1968. Dos años más tarde, Kallianiotes fue elegida para otra película de Rafelson, Five Easy Pieces, protagonizada por Jack Nicholson y Karen Black. Interpretó a Palm Apodaca, una autoestopista lesbiana neurótica y obsesionada con la limpieza, que viajaba con su compañera (interpretada por Toni Basil).
En 1972, Kallianiotes interpretó su papel más famoso como la agresiva patinadora de roller derby Jackie Burdette en Kansas City Bomber, por el que recibió una nominación a la mejor actriz de reparto en los Globos de Oro de 1973. Otros de sus papeles cinematográficos incluyen el de Mata Hari en Shanks (1974), Elaine Reavis en The Drowning Pool (1975), Anita en Stay Hungry, la mujer visionaria en The Passover Plot (ambas de 1976) y una madame de burdel que lee el futuro en Eureka (1983), de Nicolas Roeg.

## Vida personal
En 1975, Kallianiotes apareció en la portada del álbum Breakaway de Art Garfunkel.
En 1985, abrió un club privado solo para socios en Los Ángeles llamado Helena's.

## Filmografía

### Cine
| Año  | Título             | Papel                         | Notas |
| ---- | ------------------ | ----------------------------- | --- |
| 1968 | Head               | Bailarina de danza de vientre | Uncredited |
| 1969 | Easy Rider         | Mujer en la comuna            | sin acreditar |
| 1970 | Five Easy Pieces   | Palm Apodaca                  | Apareció en la famosa escena del "sándwich de ensalada de pollo" con Jack Nicholson, Karen Black y Toni Basil.         |
| 1970 | The Baby Maker     | Wanda                         | |
| 1972 | Kansas City Bomber | Jackie Burdette               | Nominada al Globo de Oro de 1973 en la categoría de "Mejor interpretación de una actriz en un papel secundario".       |
| 1974 | Shanks             | Mata Hari                     | Una mujer que forma parte de una banda de moteros en la que todos utilizan nombres de personajes históricos destacados |
| 1975 | The Drowning Pool  | Elaine Reavis                 | |
| 1976 | Stay Hungry        | Anita                         | |
| 1976 | The Passover Plot  | Mujer visionaria              | |
| 1978 | Renaldo and Clara  | ella misma                    | |
| 1983 | Eureka             | Frieda                        | |
| 1990 | Catchfire          | Grace Carelli                 | |

### Televisión
| Año  | Título                   | Papel                                              | Notas                                                             |
| ---- | ------------------------ | -------------------------------------------------- | ----------------------------------------------------------------- |
| 1979 | CHiPs                    | Lita                                               | Episodio: "Roller Disco: Part 1" Episodio: "Roller Disco: Part 2" |
| 1984 | Faerie Tale Theatre      | Gina (como Helena Kallioniotes)                    | Episodio: "Pinocchio"                                             |
| 1985 | Alfred Hitchock Presents | Maria Kyprianov (segmento de "An Unlocked Window") | Episodio: "Pilot"                                                 |
| 2017 | Star                     | Maggie                                             | Episodio: "The Devil You Know" Episode: "Alibi"                   |

## Premios y nominaciones
| Año  | Premio                                   | Categoría                                 | Producción         | Resultado |
| ---- | ---------------------------------------- | ----------------------------------------- | ------------------ | --------- |
| 1973 | 30.ª edición de los premios Globo de Oro | Globo de Oro a la mejor actriz de reparto | Kansas City Bomber | Nominada  |